# Dirk van Delft
Dirk van Delft (1951) is een Nederlandse wetenschapper en schrijver.
Van Delft studeerde Natuurkunde aan de Universiteit Leiden, waar hij in 2005 promoveerde op zijn proefschrift over Heike Kamerlingh Onnes, getiteld Heike Kamerlingh Onnes. Een biografie. Hij won hiermee de Eurekaprijs voor wetenschapscommunicatie 2005.
Van Delft was redacteur Wetenschap bij de Nieuwe Rotterdamsche Courant (NRC), thans NRC Handelsblad. Van 2006 tot 2018 was Van Delft directeur van Rijksmuseum Boerhaave te Leiden. Bij zij afscheid werd hij benoemd tot officier in de Orde van Oranje-Nassau. Daarnaast was hij van 2008 tot 2023 bijzonder hoogleraar Materieel erfgoed van de natuurwetenschappen aan de Universiteit Leiden.